# Hausstein
Der Hausstein ist ein 917 m ü. NHN hoher Berg im vorderen Bayerischen Wald südwestlich der niederbayerischen Kreisstadt Regen und nordöstlich der Kreisstadt Deggendorf und liegt im Gemeindegebiet Schauflings im Landkreis Deggendorf.
An seiner Ostseite befinden sich zwei stillgelegte Schlepplifte für Alpinskifahrer und die dazugehörigen ehemaligen Skipisten mit bis zu 1100 Meter Länge, die Teil des Ski- und Langlaufzentrums Deggendorf-Rusel-Hausstein sind. Nördlich des Hausstein liegt die Rusel, an seiner Südseite befindet sich die Asklepios Klinik Schaufling.
Das 1908 erbaute Sanatorium am Hausstein ist nach ihm benannt.
Die Gegend um den Hausstein ist eine beliebte Wanderregion und ein Naherholungsgebiet für die Deggendorfer. Der GEHsundheitsweg umrundet den Hausstein.